# Prasinocyma trifilifimbria
Prasinocyma trifilifimbria là một loài bướm đêm trong họ Geometridae.